# Петшиковский, Ян
Ян Петшиковский (пол. Jan Pietrzykowski) (24 июня 1913, Ченстохова — 21 марта 1994, Ченстохова) — польский историк, юрист, автор книг, посвященных событиям Второй мировой войны в Ченстохове и округе. Вёл мартиролог поляков и национальных меньшинств.

## Биография
Окончил Гимназию им. Р. Траугутта в 1933 году, а затем в 1938 году факультет права Варшавского университета. Добровольцем принимал участие в кампании 1939 года, а осенью того же года вступил в Национальную Военную Организацию (пол. Narodowa Organizacja Wojskowa, NOW), где работал в отделе пропаганды. В 1941 организовал в Ченстохове типографию, где до сентября 1943 издавал для NOW газету «Alarm». Арестован Гестапо в октябре 1943 года, затем был выкуплен семьей и вернулся к подпольной работе. Во время немецкой оккупации занимался также помощью беженцам из Познани и Варшавы.
В 1945—1949 годах вёл дела немецко-фашистских преступников в качестве адвоката. В связи с подозрениями в связях с послевоенным подпольем, в 36 лет был отправлен на покой. В 1950 был арестован Управлением безопасности, и хотя в 1951 году уголовное дело против него было прекращено, ему запретили в дальнейшем заниматься профессией. Был введен в список адвокатов в 1956 году, а после 1963 был юристом и работал в качестве советника вплоть до пенсии. Был членом Силезского научного института, депутатом Городской Рады Ченстоховы. В 1985 году получил престижную премию им. Кароля Мярки. Участвовал в расследовании военных преступлений Второй мировой войны, в частности принимал участие в эксгумации советских и итальянских военнопленных, погибших в Шталаг 367. В 1990 году стал одним из создателей Федерации Катынских семей. Умер в Ченстохове, похоронен на кладбище святого Роха.

## Труды
- Hitlerowcy w Częstochowie w latach 1939—1945 (1959)
- Hitlerowcy przed sądem w Częstochowie (1964)
- W obliczu śmierci. Przyczynki do historii Częstochowy w okresie hitlerowskiej okupacji (1966)
- Łowy na ludzi. Arbeitsamt w Częstochowie (1968)
- Akcja AB w Częstochowie (1971)
- Hitlerowcy w powiecie częstochowskim 1939—1945 (1972)
- Stalag 367. Obóz jeńców radzieckich w Częstochowie. — 1976.
- Hitlerowskie obozy śmierci dla jeńców radzieckich na ziemi częstochowskiej (1977)
- Walka i męczeństwo. Z wojennych dziejów duchowieństwa diecezji częstochowskiej (1939—1945) (1981)
- Cień swastyki nad Jasną Górą. Częstochowa w okresie hitlerowskiej okupacji 1939—1945 (1985)
- Życie okupacyjne w Częstochowie (1939—1945) (1986)
- Jasna Góra w okresie dwóch wojen światowych (1987)
- Oskarżałem kata Zawiercia. Proces Rudolfa Emanuela Schneidera (1987)
- Polentumsträger. Dzieje nauczycieli na ziemi częstochowskiej 1939—1945 (1988, ze Zbigniewem Grządzielskim)
- Tajemnice archiwum gestapo. Przyczynki do historii niemieckiej okupacji w Polsce (1989)
- Od gestapo do bezpieki… (1991, fragmenty wspomnień)
- Cmentarz wojenny w Olsztynie koło Częstochowy (1993)